# (4562) Poleungkuk
(4562) Poleungkuk ist ein Asteroid des Hauptgürtels, der am 21. Oktober 1979 am Purple-Mountain-Observatorium in Nanjing entdeckt wurde.
Der Name des Asteroiden bezieht sich auf die wohltätige Einrichtung Po Leung Kuk in Hong Kong. Die Benennung erfolgte anlässlich des 125. Jahrestages der Gründung.